# Hermagor-Pressegger See
Hermagor-Pressegger See (česky[zdroj?] a slovinsky Šmohor) je město v Rakousku, ve spolkové zemi Korutany. Je centrem po něm pojmenovaném okresu. Název odkazuje na prvního Aquileiského biskupa svatého Hermagorase. Žije zde přibližně 6 800 obyvatel.

## Přírodní poměry

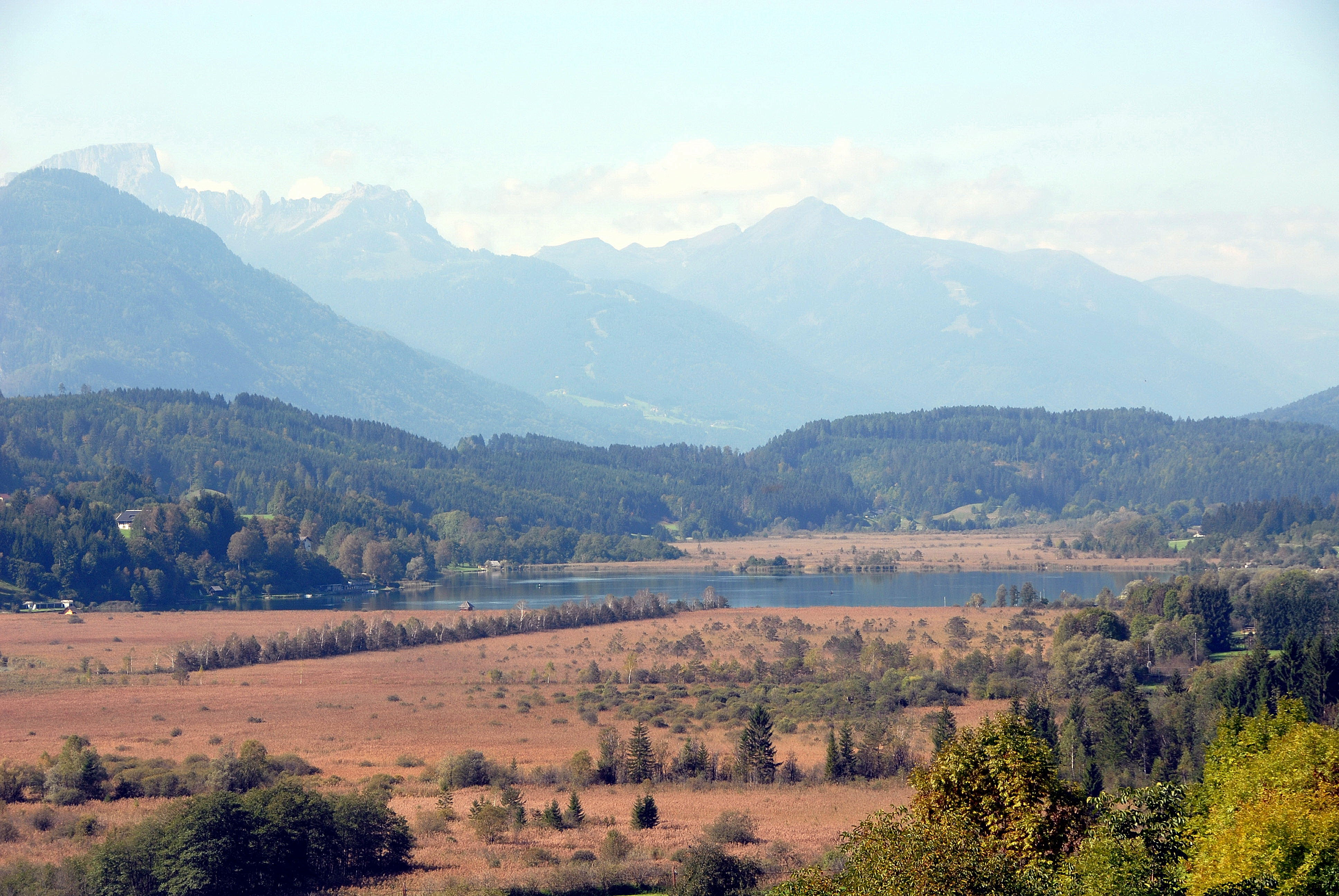
Pressegger See

Hermagor se nachází v dolním údolí řeky Gail na severním úpatí Karnských Alp, v blízkosti hranic s Itálií. Na jihu navazuje průsmyk Naßfeld s italskou obcí Pontebba. Na severu vede cesta přes městečko Gitschtal do Gailtalských Alp, napříč sedlem Kreuzberg k ledovcovému jezeru Weissensee a dále do obce Greifenburgu v údolí Drávy. Stanice Hermagor je zastávka na železniční trati Gailtal z Arnoldsteinu do Kötschach-Mauthen.
Katastrální území obce zahrnuje mělké Pressegger See, jedno z nejteplejších jezer v Rakousku s rozsáhlými rašelinnými břehy.

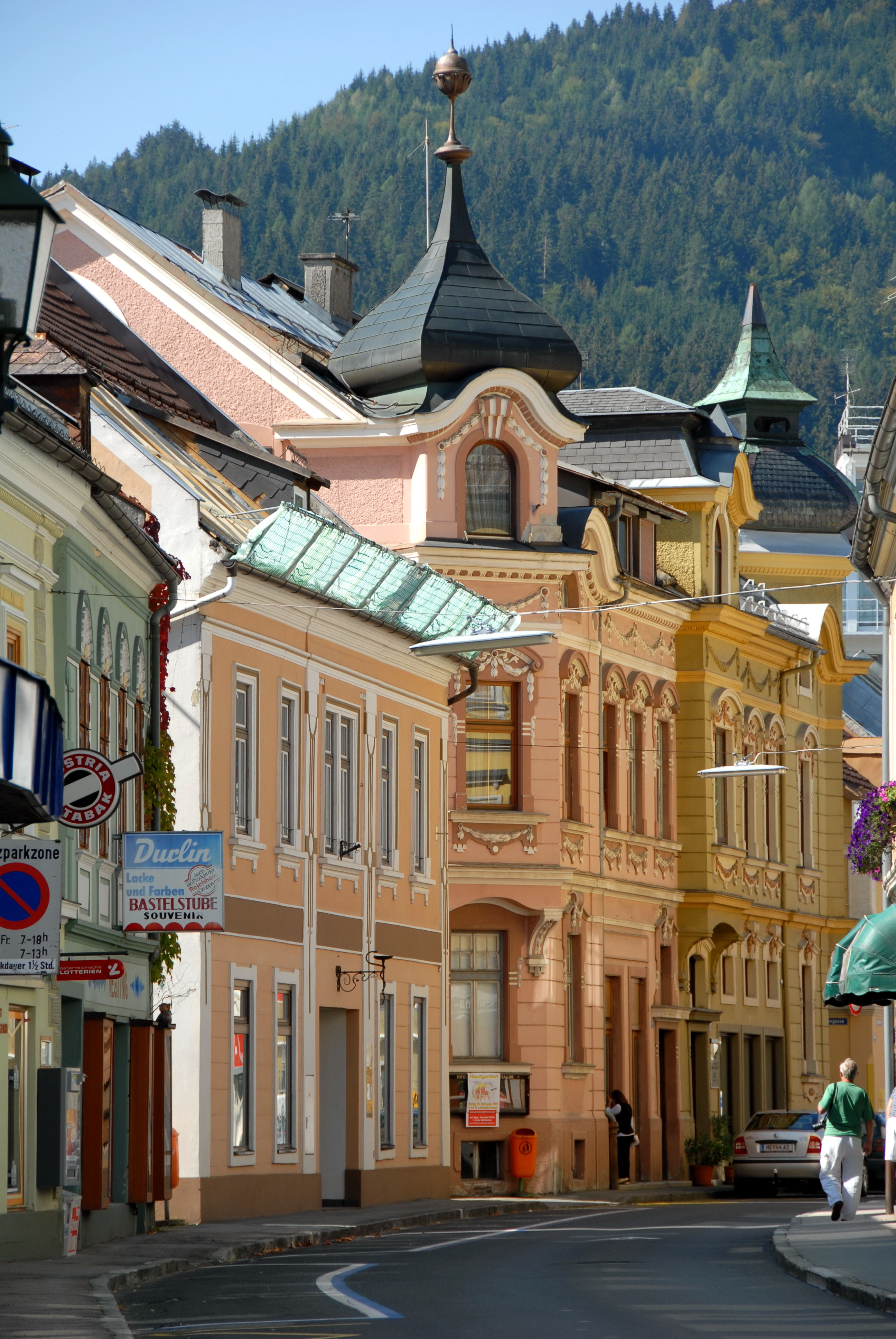
Hlavní městská třída

## Administrativní členění
Kromě rozdělení do množství menších vesnic je město Hermagor-Pressegger See je rozděleno do následujících katastrálních území:
| - Tröpolach (slovinsky Drobolje nebo Dobropolje) - Egg (Brdo) - Görtschach (Goriče) - Guggenberg - Hermagor (Šmohor, dříve také Trg) - Khünburg - Mitschig (Mičiče nebo Semičiče) | - Möderndorf (Modra vas) - Möschach - Nampolach (Napole) - Rattendorf (Radnja vas) - Watschig (Vačiče) - Vellach (Bela) - Neudorf (Genialovizo) |

## Historie
Archeologické nálezy ukázaly, že historická těžba železné rudy zde probíhala již kolem roku 1800-1200 př. n. l. Toto osídlení bylo později součástí keltského království Noricum, které bylo začleněno do Římské říše v roce 15 př. n. l. Farnost svatého Hermagorasu v Korutanském vévodství byla poprvé zmíněna v dokumentu z roku 1169, pravděpodobně založena patriarchy z Aquileia. Díky své strategické poloze obec rychle rostla. Právo trhové získala v roce 1288 a stala se hlavním sídlem údolí Gail. V 15. století Turci napadli a zničili vesnice po celém údolí. V roce 1779 objevil botanik Franz Xaver von Wulfen endemickou bylinu Wulfenia carinthiaca na svazích vrcholu Gartnerkofel. Samotné město mělo v roce 1880 709 čistě německy mluvících obyvatel a bylo severozápadně od jazykové hranice. Dnešní vesnice spadající pod Hermagor Potschach a Fritzendorf byly naopak slovinsky mluvící. Tyto vesnice byly výhradně katolické, kdežto v Hermagoru, podobně jako v jiných německých sídlech, byla i protestantská menšina. Hermagor se stal okresním velitelstvím a tedy i hlavním městem okresu v roce 1868 a byl domovem posádky Císařsko-královské zeměbrany. Železniční linka Gailtal byla postavena roku 1894, prodloužena v roce 1915 pro vojenské účely italské fronty v první světové válce. Hermagor získal městská privilegia 10. října 1930 u příležitosti desátého výročí korunovačního plebiscitu. Současná obec Hermagor-Pressegger See vznikla sloučením několika bývalých nezávislých obcí v průběhu správní reformy z roku 1973.

## Obyvatelstvo
| Rok            | 1869  | 1880  | 1890  | 1900  | 1910  | 1923  | 1934  | 1939  | 1951  | 1961  | 1971  | 1981  | 1991  | 2001  | 2011  |
| -------------- | ----- | ----- | ----- | ----- | ----- | ----- | ----- | ----- | ----- | ----- | ----- | ----- | ----- | ----- | ----- |
| Počet obyvatel | 5 366 | 5 821 | 5 797 | 6 030 | 6 621 | 6 095 | 6 296 | 6 760 | 7 219 | 7 036 | 7 238 | 7 079 | 7 403 | 7 232 | 7 082 |

V době sčítání lidu z roku 2001 mělo město Hermagor-Pressegger See 7 232 obyvatel (1991: 7403), většina mluvila německy, dále pak slovinsky. Z nich bylo 94,7% Rakušanů, 1,6% Němců, 1,1% Bosňáků a 1,0% Chorvatů.
68,8% obyvatel se uvádí jako římští katolíci, 25,6% jsou příslušníci protestantské církve, 1,5% zastává islámskou víru a 2,4% jsou bez náboženské příslušnosti.

## Pamětihodnosti
- Zámek Möderndorf zahrnující muzeum Gailského údolí.
- Zámek Lerchenhof postaven mezi lety 1848 až 1851. Je ukázkou pozdně klasicistně-biedermeierské architektury v Korutanech a dnes slouží jako hostinec.
- Zřícenina hradu Malenthein leží na jihovýchodním svahu Guggenbergu u Kühweg. Nejstarší písemná zmínka o věži pochází z roku 1311, další rozšiřování je uváděno v roce 1317. Do roku 1395 byl hrad sídlem místního soudu.[6]
- Zříceniny pevnosti s věží Khünburg na špatně přístupném místě jihovýchodně od města.
- Filiální gotický kostel svatého Linharta
- Farní kostel v Rattendorfu
- Barokní farní kostel svatého Hermagora

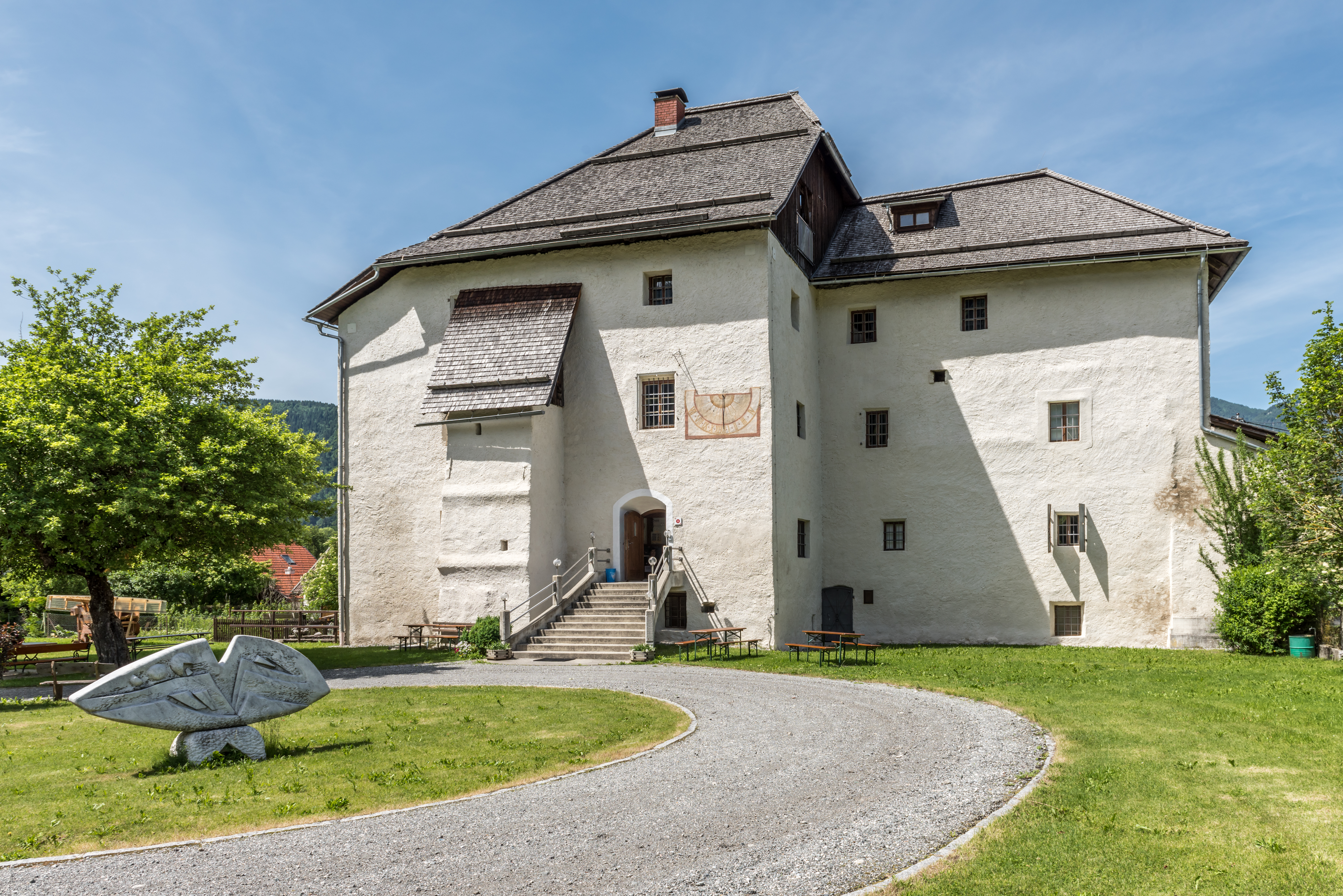
Zámek Möderndorf
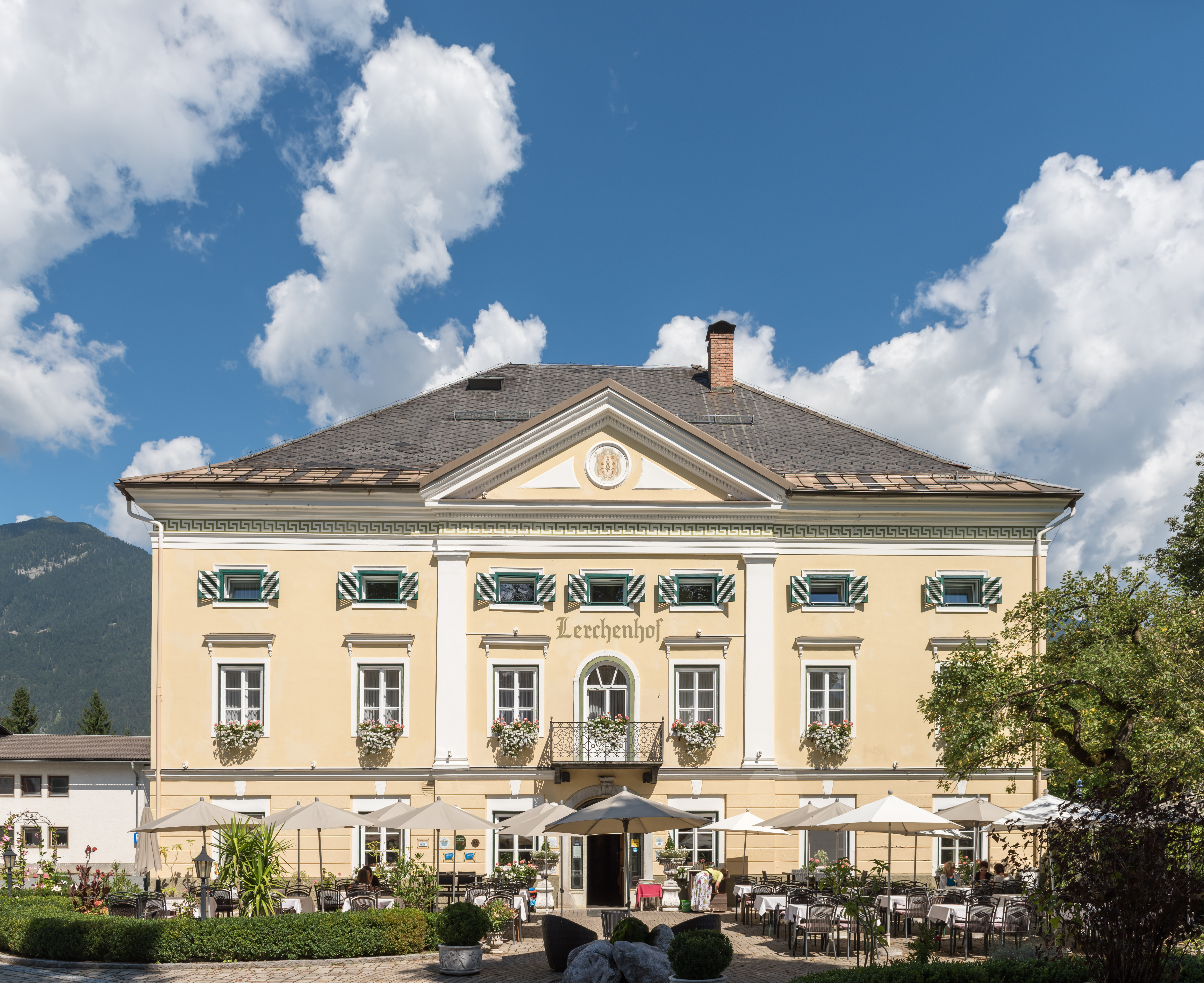
Zámek Lerchenhof
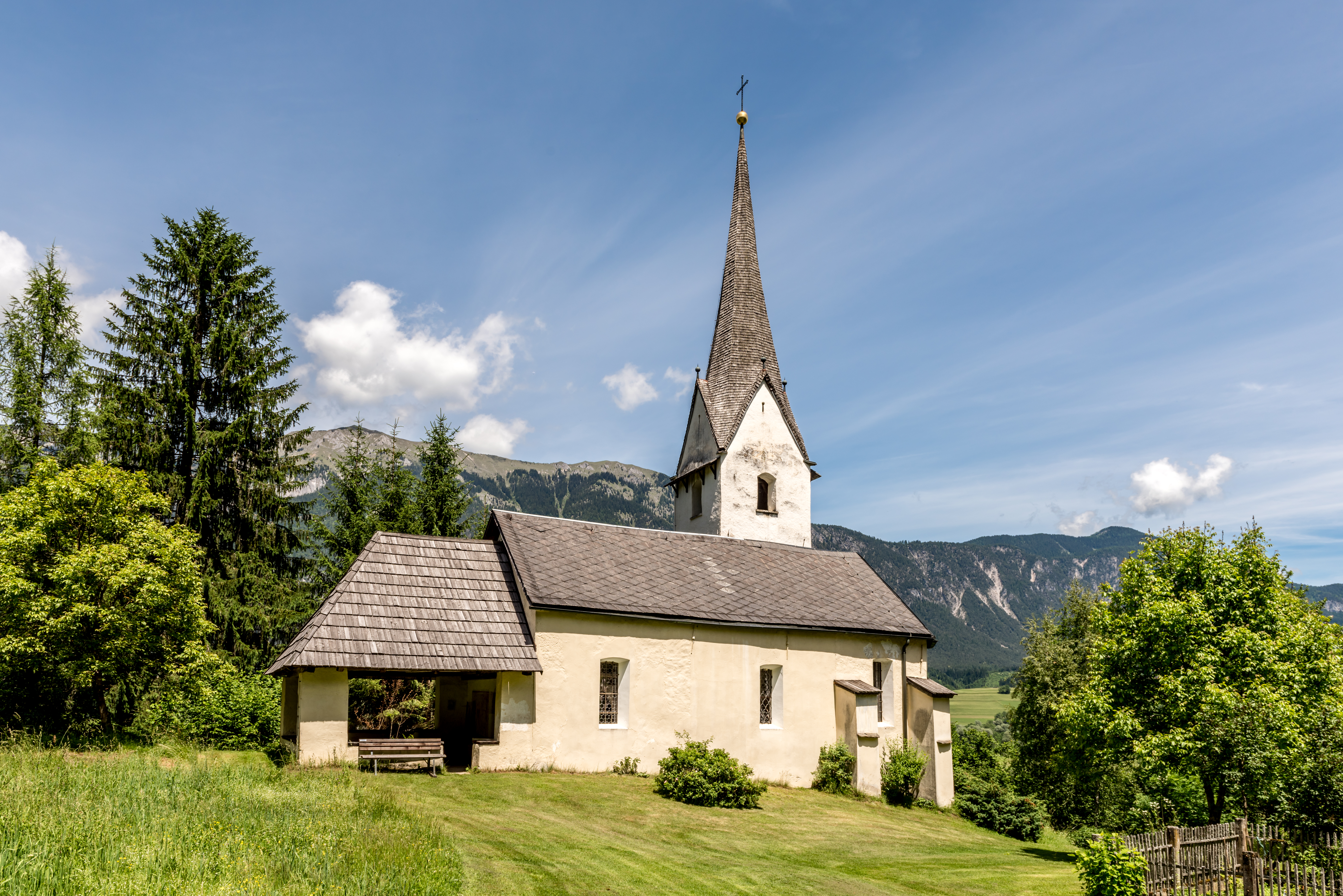
Filiální kostel sv. Linharta

## Ekonomika

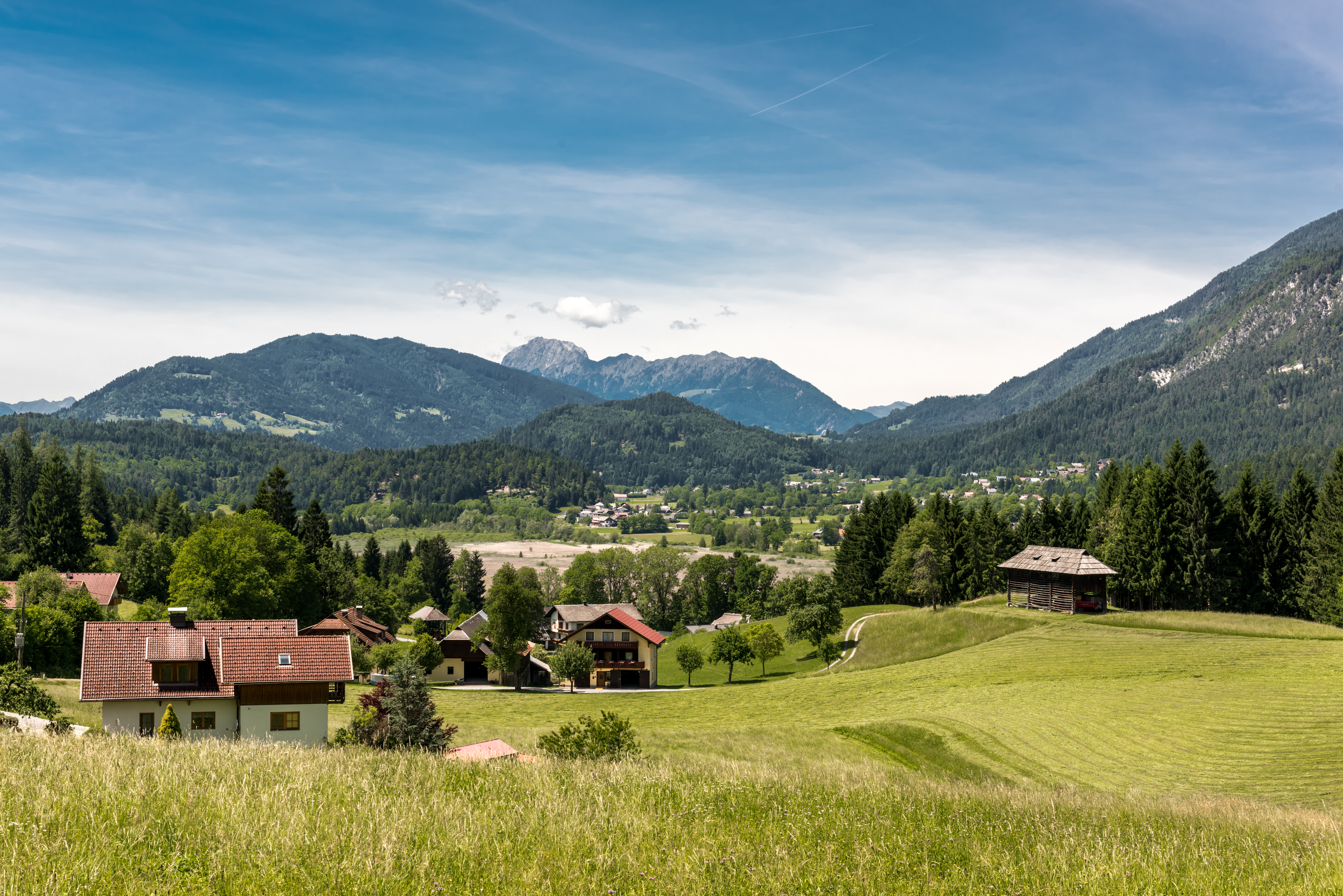
Pohled na obec Paßriach, která je součástí Hermagoru

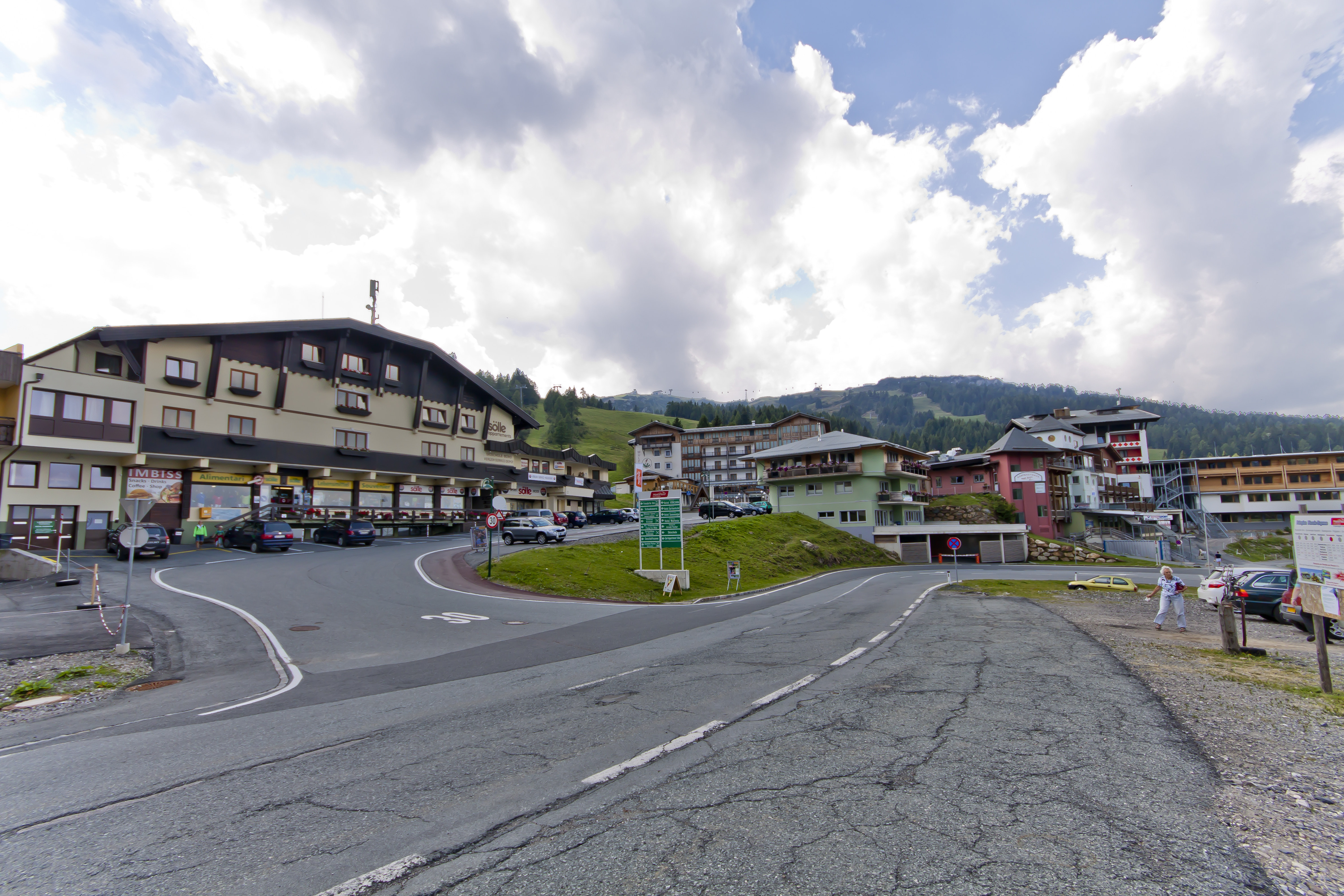
Další část města, Nassfeld, využívaná turisticky

Ekonomika Hermagoru dnes do značné míry závisí na cestovním ruchu, zejména lyžování kolem průsmyku Naßfeld, největšího lyžařského areálu v Korutanech. Jezero Pressegger See a okolní hory jsou také tradiční letní útočiště a oblíbená destinace pro turisty. Z 3 228 zaměstnanců v roce 2001 bylo 600 zaměstnanci hotelů a restaurací, následovalo 471 zaměstnaných osob v oblasti obchodu, opravy motorových vozidel a zboží pro domácnost a 441 zaměstnanců ve zpracovatelském průmyslu.

### Zemědělství a lesnictví
V roce 2009 zde bylo 789 hektarů označených jako orná půda, avšak více než polovina jsou dočasné travní porosty. Na dalších 134 hektarech se pěstuje čistý jarní ječmen, oves a kukuřici. Pro 599 stávajících zařízení v roce 2009 bylo lesnictví 320 (53,4% zemědělských podniků) hlavní činností, pro dalších 177 to byl chov skotu a pro 47 ovcí. Hospodářství se za posledních 50 let snížilo o polovinu. Zásadní význam mají alpské pastviny. Skot a koně zde tráví léto. Mléko se následně zpracovává na místní speciality. Společně s pohostinstvím je to dalším lákadlem turistů.
Les a dřevo hrají důležitou roli v prvovýrobě jako důležitý ekonomický pilíř. Nicméně s několika výjimkami nebylo možné provádět průmyslové zpracování dřeva přímo na místě obce. Dřevo také získává větší význam v kontextu ochrany životního prostředí. Tedy mimo jiné, město Hermagor, a zároveň turistické středisko Tröpolach jsou napájeny pomocí dálkového vytápění biomasou.

### Řemeslo a obchod
Ačkoli je nejmenším rakouským okresním městem, Hermagor stále tvoří ekonomické centrum okolí. Zde, na křižovatce dvou údolí, se řemeslo a obchod usadil brzy. Z bývalé agrární ekonomiky se Hermagor v posledních desetiletích transformoval do silného turistického centra. Mnoho pracovních míst bylo vytvořeno cestovním ruchem a s tím souvisejícím rozvojem obchodu. Odvětví služeb ve všech jeho aspektech se značně zvýšilo. Řemeslo stále má svůj význam.

## Rodáci
- Franz Grafenauer (1860 - 1935) - varhanář a poslanec Rakouské říšské rady zastupující Slovince
- Matija Majar (1809 - 1892) - katolický kněz a slovinský politický aktivista v Karnských Alpách
- Roland Assinger (1973) - bývalý rakouský lyžař